# إبراهيم كودرا
إبراهيم كودرا (بالألبانية: Ibrahim Kodra‏) (و. 1918 – 2006 م) هو رسام، من ألبانيا، توفي في ميلانو، عن عمر يناهز 88 عاماً.

## السيرة الذاتية
تلقى تعليمه الأولي في ألبانيا، حيث التحق بـ المدرسة الأمريكية المهنية وفاز بجائزة تيرانا. في عام 1938، انتقل إلى ميلانو بفضل منحة دراسية قدمتها ملكة ألبانيا جيرالدين؛ التحق بـ أكاديمية بريرا، حيث درس على يد الأساتذة كارلو كارا، ألدو كاربي وأكيلي فوني، وفاز بجائزة هايز. شارك في القتال ضمن صفوف المقاومة الإيطالية. في 28 سبتمبر 1944، توفي تشيري أغوستوني في مرسمه بميلانو نتيجة إطلاق نار عرضي أثناء التحضير لعملية مقاومة. في العام التالي، كان من الموقعين على البيان الذي طالب بتعيين كاربي مديراً لأكاديمية بريرا بعد ترحيله إلى معسكر اعتقال ماوتهاوزن وغوسين.
بعد مسيرة طويلة في ميلانو، توفي عام 2006 ودُفن في مسقط رأسه بالقرب من قلعة إيشيم.

## الأسلوب
الحركات الأساسية في لوحاته هي التكعيبية والتجريدية. هو مؤسس نيكوكوبيزم الذي حظي بالإعجاب أيضاً من قبل بابلو بيكاسو، الذي درس وجرب وأعاد صياغته، مبدعاً جمالية ميتافيزيقية-هندسية شخصية. لوحاته تتألف من أشكال هندسية أنيقة، والتي تُفهم على أنها تجسيد للواقع وأيضاً كعودة إلى البساطة الأولية للفن البشري، التي تم نقل خصائصها في الثقافة الأولية لـالبدائية.

## التعليم
تعلم في أكاديمية بريرا.

## المتاحف
- متاحف الفاتيكان
- مجلس النواب (إيطاليا), البرلمان الإيطالي
- متحف كودرا، لوغانو، سويسرا
- المعرض الوطني للفنون في كوسوفو، بريشتينا، ألبانيا
- متحف كودرا، ميلانو، إيطاليا
- معرض الفنون في بازيليكا سانتواريو دي سانتا ماريا دي فينيبوس تيري، سانتا ماريا دي لوكا
- مجموعة الفن مدينة ميلانو الكبرى، إيطاليا

## معرض صور

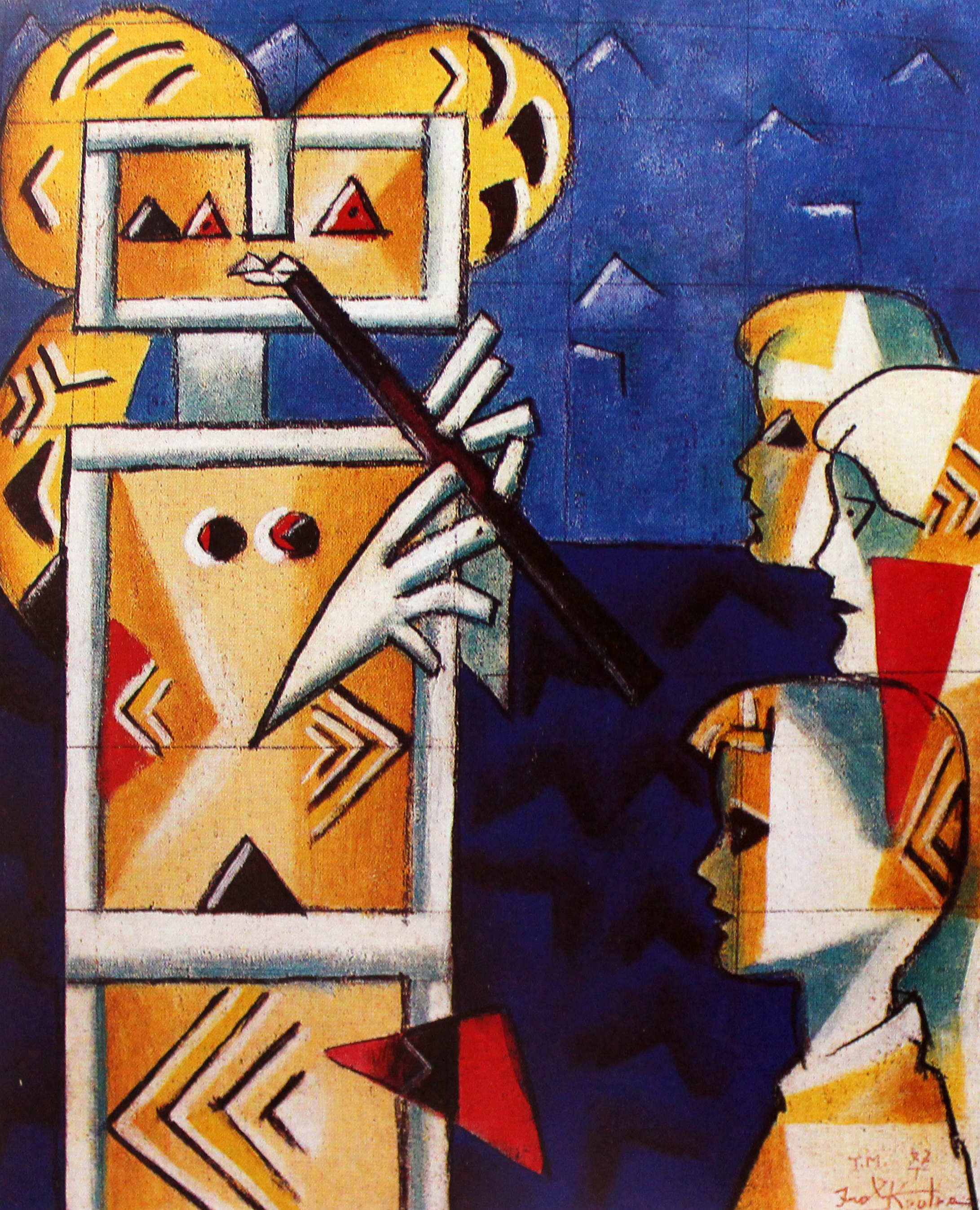
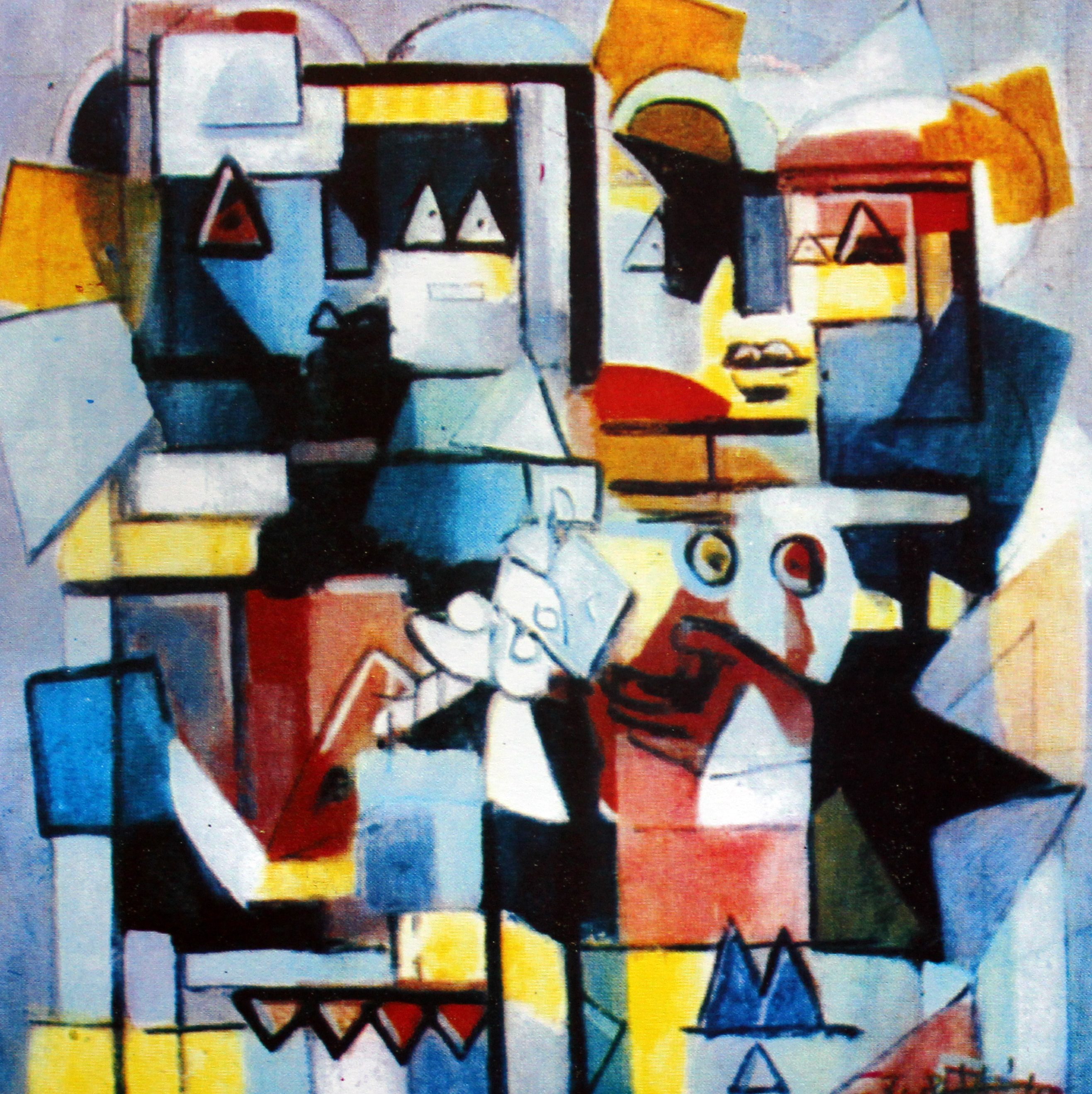
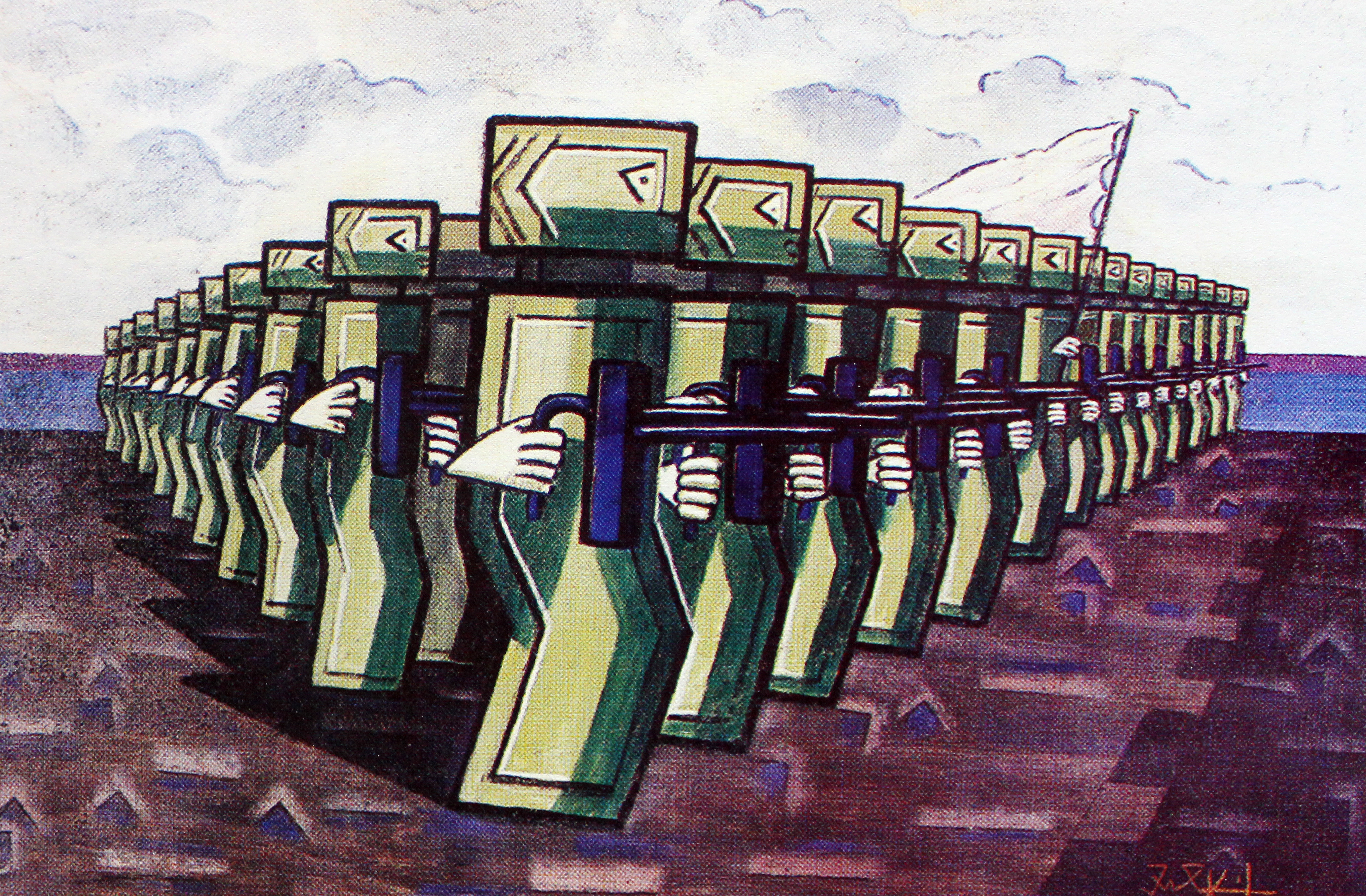
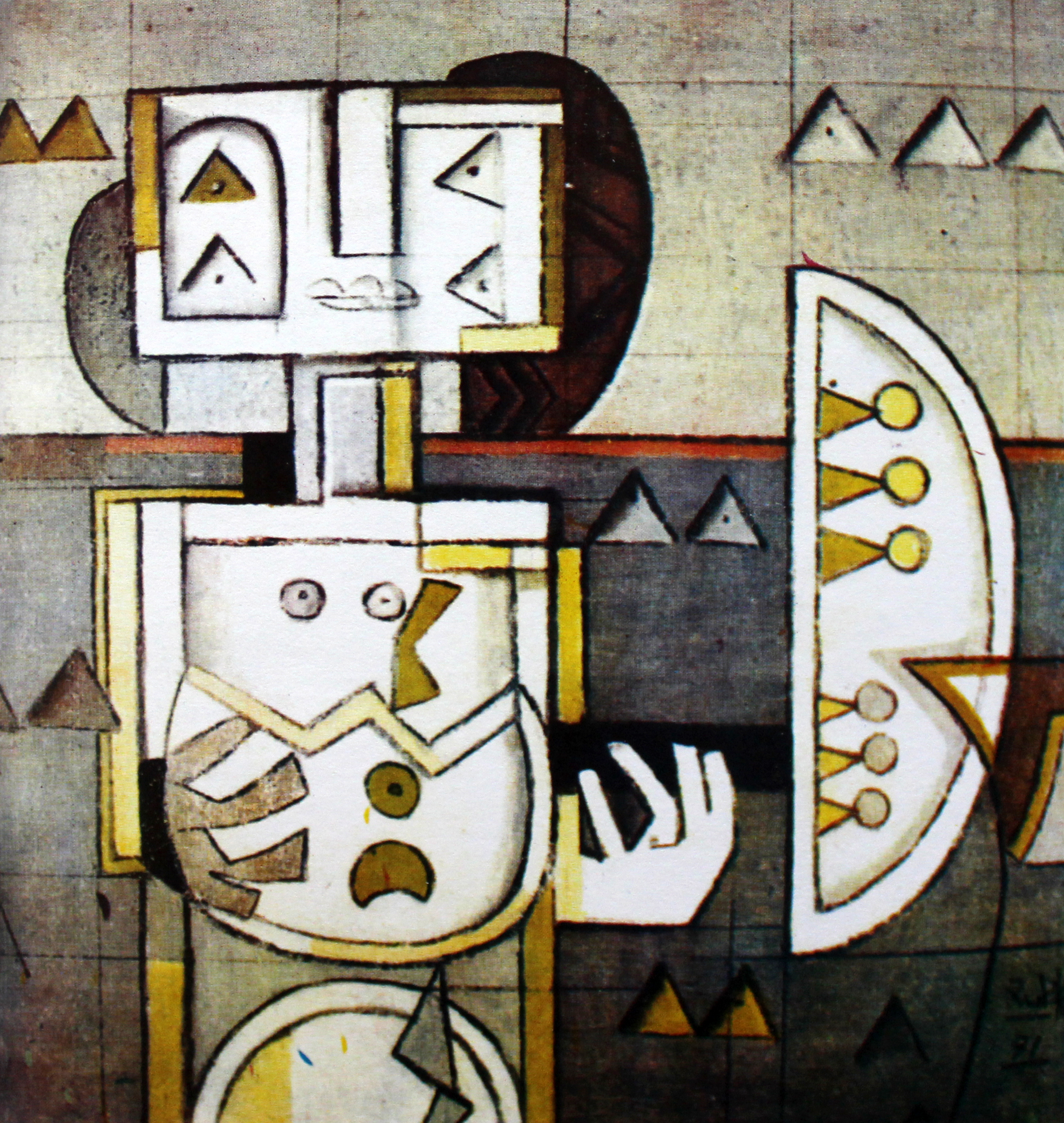
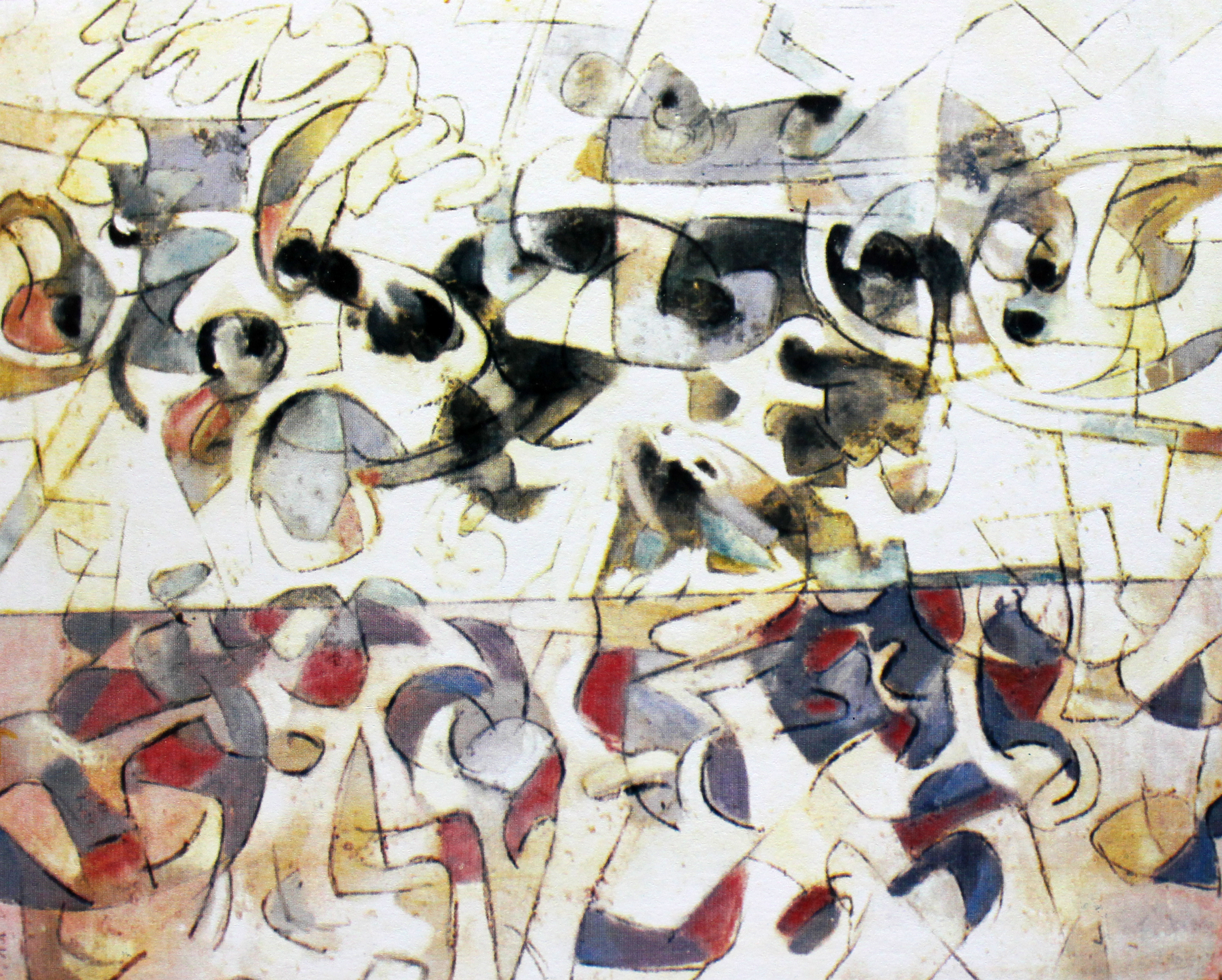
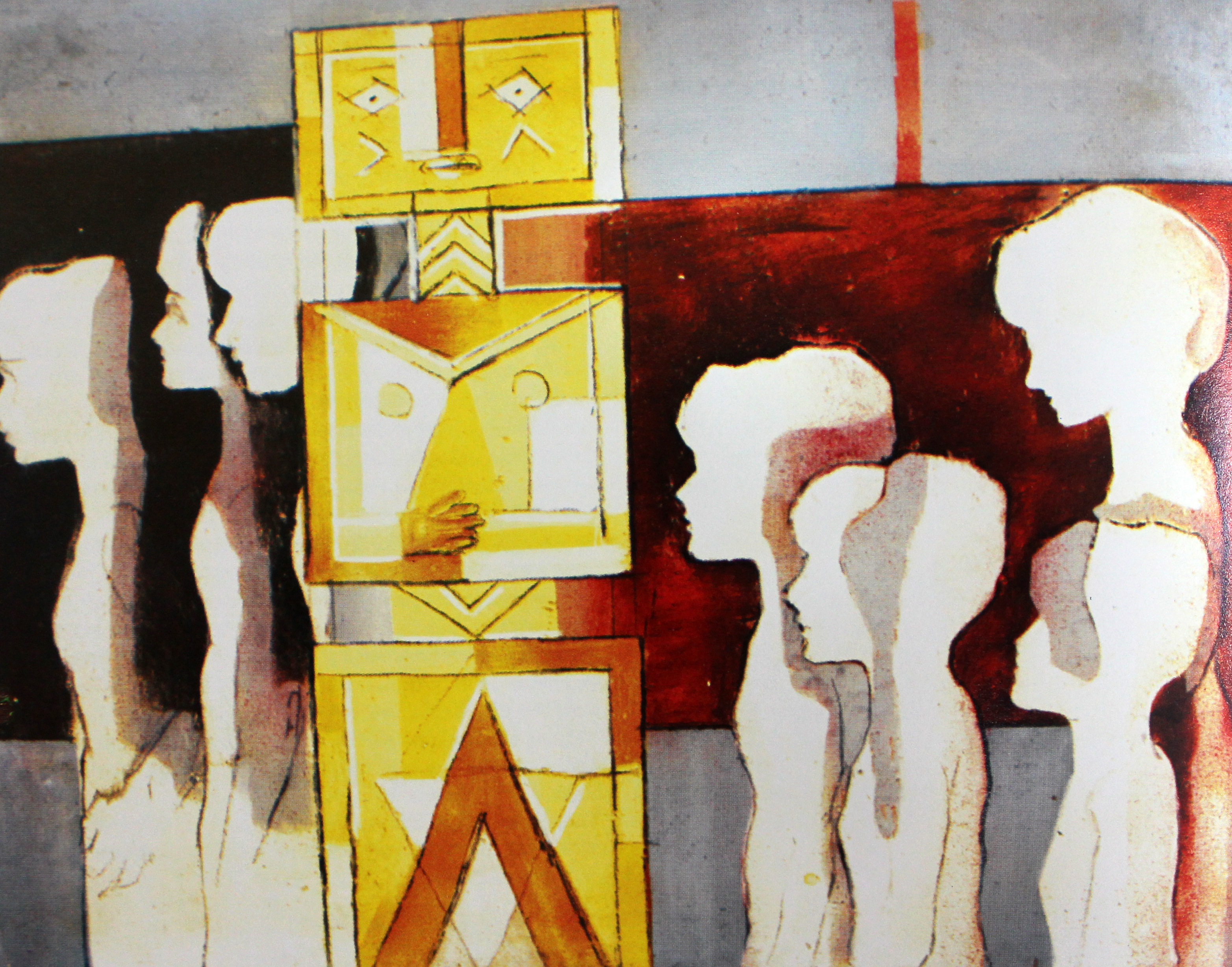

## جوائز
حصل على جوائز منها:
- ألبانيا
- honorary consul  [لغات أخرى]‏
- Honour of the Nation Decoration [الإنجليزية]‏.